# サブリナ (映画)
『サブリナ』（Sabrina）は、1995年のアメリカ合衆国のロマンティック・コメディ映画。監督はシドニー・ポラック監督。ビリー・ワイルダー監督作、ハンフリー・ボガート、オードリー・ヘプバーン、ウィリアム・ホールデン主演の1954年の映画『麗しのサブリナ』のリメイク。オリジナル版でハンフリー・ボガートが演じた役をハリソン・フォード、オードリー・ヘプバーンの役をジュリア・オーモンド、ウィリアム・ホールデンの役をグレッグ・キニアが演じている。音楽は当初はデイヴ・グルーシンが担当することになっていたがジョン・ウィリアムズに交代した。

## ストーリー
大富豪ララビー家の運転手の娘だったサブリナは、ララビー家の次男デイビッドに恋をしていた。しかしデイビッドは移り気でオープンのフェラーリに乗って女性を取っかえひっかえ。サブリナには何の興味も示さなかった。そういった事を危惧していたサブリナの父親は、デイビットを忘れるために彼女にパリへ行くことを勧め、サブリナは旅立った。彼女はパリのヴォーグ社でデザインやファッションを学ぶ。数年後、美しく洗練されて戻ってきたサブリナにデイビッドは以前気にも留めなかった女性と同一人物であることにも気づかず一目で恋をしてしまう。しかし、デイビッドは、大会社タイソン社の娘エリザベスと婚約していた。なんとしても合併を成功するため、ララビー家の長男ライナスは、デイビッドとサブリナを引き離すため四苦八苦する。しかし、そのうちサブリナに恋心を抱いてしまう。サブリナも幼い頃抱いていたライナスのイメージとは違う彼と会うようになって好きになり始めていた。しかし、ライナスは合併を成功させるため、サブリナにジャンボジェット機の航空券と手切れ金を渡し、彼女をパリへ追いやってしまう。それに怒ったデイビットは彼女の心を察し、ライナスをパリへ行くようにエリザベスと復縁し、戸惑っていた彼だが、自分の心に嘘をつくことはできず、SST（コンコルド）でサブリナより早くパリへ。パリで先回りしたライナスに会ったサブリナは二人で生きていくことを決心した。

## キャスト
※括弧内は日本語吹き替え
- ライナス・ララビー: ハリソン・フォード（菅生隆之）
- サブリナ・フェアチャイルド: ジュリア・オーモンド（岡本麻弥）
- デイヴィッド・ララビー: グレッグ・キニア（松本保典）
- トーマス・フェアチャイルド: ジョン・ウッド（北川米彦）
- イングラム・タイソン夫人: アンジー・ディキンソン（森田育代）
- エリザベス・タイソン: ローレン・ホリー（加藤優子）
- モード・ララビー: ナンシー・マーシャン（瀬畑奈津子）
- スコット: ポール・ジアマッティ（江川央生）
- ルイ: パトリック・ブリュエル

## 作品の評価

### 映画批評家によるレビュー
Rotten Tomatoesによれば、批評家の一致した見解は「シドニー・ポラックの『サブリナ』はオリジナルより優れているところは何もないが、確実な演出と経験豊富なスターたちのおかげで、十分に楽しい娯楽作品に仕上がっている。」であり、48件の評論のうち高評価は65%にあたる31件で、平均点は10点満点中6.1点となっている。
Metacriticによれば、27件の評論のうち、高評価は12件、賛否混在は14件、低評価は1件で、平均点は100点満点中56点となっている。

### 受賞歴
| 賞                         | 部門                                     | 対象                                                                       | 結果       |
| -------------------------- | ---------------------------------------- | -------------------------------------------------------------------------- | ---------- |
| 第68回アカデミー賞         | 歌曲賞                                   | 「Moonlight」 作曲：ジョン・ウィリアムズ 作詞：アラン&マリリン・バーグマン | ノミネート |
| 第68回アカデミー賞         | 作曲賞                                   | ジョン・ウィリアムズ                                                       | ノミネート |
| 第53回ゴールデングローブ賞 | 作品賞（ミュージカル・コメディ部門）     |                                                                            | ノミネート |
| 第53回ゴールデングローブ賞 | 主演男優賞（ミュージカル・コメディ部門） | ハリソン・フォード                                                         | ノミネート |
| 第53回ゴールデングローブ賞 | 主題歌賞                                 | 「Moonlight」                                                              | ノミネート |